# OSCAR
OSCAR – seria amatorskich sztucznych satelitów Ziemi.
- OSCAR 1
- OSCAR 2
- OSCAR 3
- OSCAR 4